# 課試
課試（かし）とは、律令制において式部省及び大学寮で行われていた試験を指す。
式部省においては、各種官人登用試験を指し、大学寮及び地方の国学では、10日ごとに行われる通常の旬試（考試）に対して、学年末試験に相当する年終試（ねんしゅうし）や卒業試験に相当する応挙試（おうこし）などの各種試験を指した。また、式部省で行われる官人登用試験を考試と呼ぶ場合もある。
式部省では、方略策を論じる秀才（試）、大学寮の本科である明経道を論じる明経（試）、時務策を論じる進士（試）、明法道を論じる明法（試）の4つがあり、大学寮もしくは国学を卒業した者に受験資格があった（前者を「挙人」、後者を「貢人」と呼ぶ）。なお、明法博士の設置は大宝律令制定後であるため、明法が成立したのは養老律令においてと考えられている。秀才は方略策（国家戦略論文）2篇、明経は『孝経』『論語』から3問及び他の儒教経典から3もしくは4問、進士は時務策（時事問題論文）2篇及び『文選』『爾雅』の帖試、明法は律令から10問が出題された。成績は秀才・明経は5段階、進士・明法は3段階にて評価され、最低の評価以外はいずれも及第とされたが、試験は難問で及第できない者も多かった。
大学寮では年終試が毎年7月に開かれ、通常の旬試が博士によって行われたのに対して大学頭・大学助が出題を担当した。過去1年間の学習範囲から8問出され、4問以上正解なら合格、反対に3問以下で落第となりそれが3年続けば退学処分となった。応挙試は学科により異なり、明経道では『孝経』『論語』を含めた4つの儒教経典を習得した者に対して行われ10問中7問以上正解なら及第とされ、明法道では律令から出された1問中8問（後に6問）以上正解なら及第、算道では9問中6問以上正解なら及第、書道では実技試験で3段階評価のうち第一等と第二等を及第と判断した。なお、技術的学科の要素があった算道と書道の卒業者は式部省の試験を振ることなく任官が行われた（学生数が少ないこと、任官できる官職が少ないこともあったが）。なお、国学においては国司の学識を有する者が出題者の役目を担当した。
だが、天平2年（730年）に行われた 得業生と文章生の設置が課試制度に大きな影響を与えることになる。前者は学生の中から将来の博士・官人候補生を内部選抜するものであり、結果的に従来は卒業生＝官人候補生という前提で行われていた卒業試験である応挙試を形骸化させた。その結果、得業生を選抜する得業生試が事実上の卒業試験となり、延喜13年（913年）には、式部省の課試受験資格が得業生補任から7年以上に変更された。漢文学と歴史学を担当する紀伝道とその学生である文章生は、それまで秀才と進士の試験が設置されながら、そのために必要な知識を教える学科が存在しないという矛盾の克服が理由の1つにあったと言われている。だが、紀伝道の人気が文学尊重の貴族社会の中で高まって、本来の大学寮本科である明経道を圧倒する勢いとなった。こうした状況下で文章生になることすら非常に困難となっていった。このため、文章生志望者の増大に対して延暦年間以後、文章生試と呼ばれる文章生としての入学試験が行われるようになった。更に貞観年間に入ると、この過程の中で出題形式の難解さから受験者数が少なかった進士が廃止され、代わりに式部省が文章生試と文章生得業生試を担当し、大学寮は文章生試を受験資格者である擬文章生を選抜する寮試のみを担当することになった。式部省が担当する試験は省試と称されていたが、進士廃止後に唯一の文章得業生による試験となった秀才と文章得業生試が実質重複するようになったため、秀才＝文章得業生試と扱われて更に対策とも呼ばれるようになった。これに対して文章生試には先に廃止された進士の呼称が別名として用いられるようになっていった。
なお、典薬寮においても大学寮や国学に準じた考試・課試制度が存在した。典薬寮に属する医生・薬生は、医博士・針博士が月に1度、典薬頭・典薬助が1季に1度旬試に相当する試験を行い、宮内卿・宮内輔（大輔・少輔）が年終試を行った。課試は式部省が行い医生・針生ともに4種の医学書から10問を出し、8問以上を及第とした。医生の全問正解者は従八位下、それ以外は大初位上に叙され、針生はそれぞれ1階下に叙された。なお、不合格でも実技優秀で医療に問題のない者は救済される規定もあった。